# The Inexperienced Spiral Traveller
The inexperienced Spiral Traveller (aus dem Schoß der Hölle ward geboren die Totensonne) (en español: Los inexpertos viajeros en espiral (desde que nació el Vientre del Infierno del Sol de los muertos)) es el tercer álbum de la banda de darkwave Sopor Aeternus & the Ensemble of Shadows, y fue lanzado en 1997. En The inexperienced Spiral Traveller con el sonido de inspiración barroca renacentista-y de "Todeswunsch - Sous le soleil de Saturne", pero con arreglos más ajustados y la reintroducción de cajas de ritmos. Una edición limitada de 3.000 ejemplares fue inicialmente disponible junto a la edición normal, y el álbum ha sido reeditado por lo menos dos veces desde entonces.

## Historia
The inexperienced Spiral Traveller (aus dem Schoß der Hölle ward geboren die Totensonne)fue el primer álbum para configurar el sonido de Sopor en piedra, con sus más estrictos y expresivos arreglos y la plena utilización de instrumentos de cadena e instrumentos de cobre. La paleta musical se ve reforzada por la edición del real de músicos de violín, chelo y laúd , en los que se había utilizado sintetizadores previamente. Cajas de ritmo también se integraron con la percusión en directo en varias canciones, y los valores de producción estaban en su punto más alto aún con el uso de técnicas de estudio, como se escucha en la apertura de la pista "Sylla'borêal". A pesar de esto, Anna-Varney Cantodea ha declarado públicamente su disgusto por el álbum, declarando:

 Hmm ... Bueno ... Vamos a ponerlo de esta manera: The inexperienced Spiral Traveller, ha sido el peor álbum que he grabado alguna vez ... Y después de eso ... Lentamente se puso mejor [cita requerida].

Se hicieron comentarios similares sobre el álbum que acompaña el remix, "Voyager - The jugglers of Jusa".
La temática del álbum trata principalmente con el aislamiento provocado por enfermedades de la vida de Cantodea. Se ha dicho en entrevistas que una enfermedad casi la cegó de forma permanente, y muchas de las imágenes del álbum proviene de ese episodio. La identidad del "amigo leal" que se menciona es desconocida (aunque muchos fanes creen ahora que esta referencia es principalmente a la depresión), pero en el lanzado a finales de  "La Chambre D'Echo "- where the dead birds sing, Cantodea afirma que" esta vez el amigo leal ..., a él no se le dará bienvenida de nuevo " <nombre de ref =" We have a Dog to exercise. "> Las letras de " We have a Dog to exercise "  La canción" Birth - Fiendish Figuration "fue regrabada para el álbum , mientras que "May I kiss your Wound ?" fue regrabada para  "Songs from the Inverted Womb".
En 2004, The inexperienced Spiral Traveller  fue reeditado con obras de arte completamente nuevo, incluyendo radicalmente nuevas de arte y liner notas. La nueva obra de arte emula un paquete de turismo, incluyendo el pasaporte y las fotografías de la versión anterior encapsuladas en [la película [instantánea Polaroid ]] fronteras. La contraportada también contó con un simulacro de anuncio para la Synchro-Box, citado como "el mejor dispositivo para viajar por el continuo".

## Track listing
Todas las canciones escritas y compuestas por Anna-Varney Cantodea. 
| N.º | Título                                                             | Duración |  |
| 1.  | «Sylla'borêal (Embracing the Dead Prior to the Service)»           | 5:05     |  |
| 2.  | «Question(s) Beyond Terms (Who Is Confronting the Impossible?)»    | 5:44     |  |
| 3.  | «C'ayllagher a Dom'bhrail (There Is No Need to Remind Me)»         | 0:58     |  |
| 4.  | «To a Loyal Friend»                                                | 6:58     |  |
| 5.  | «Never Trust the Obvious (or: The Innocence of Devils)»            | 6:52     |  |
| 6.  | «The Inexperienced Spiral Traveller *a fragment*»                  | 5:08     |  |
| 7.  | «Memalon»                                                          | 7:24     |  |
| 8.  | «Memories Are Haunted Places (Birth - Fiendish Figuration, vers.)» | 5:42     |  |
| 9.  | «Die Widerspenstigkeit Unerwünschter Gedanken»                     | 2:32     |  |
| 10. | «Synchronicity (to Saturn: Orion)»                                 | 0:27     |  |
| 11. | «Totenlicht (Infant in the Face of Time)»                          | 6:02     |  |
| 12. | «Ein Freundliches Wort... (...hat Meine Seele Berührt.)»           | 5:11     |  |
| 13. | «Die Toten Kehren Wieder Mit dem Wind»                             | 2:55     |  |
| 14. | «May I Kiss Your Wound?»                                           | 5:47     |  |
| 15. | «Ein Gütiges Lächeln auf den Gesichtern der Toten...»              | 5:08     |  |

## Personal
- Una Fallada: Violín
- Matthias Eder: Chelo
- Gerrit Fischer: Guitar
- Constanze Spengler: Lute
- Anna-Varney Cantodea: Voces, todos los demás instrumentos y programación